# Audierile Valachi
Audierile Valachi, cunoscute și sub numele de audierile McClellan, au investigat activitățile crimei organizate din Statele Unite. Acestea au avut loc în 1963 la cererea senatorului din Arkansas John L. McClellan⁠(d). Denumit după un important martor guvernamental care a depus mărturie împotriva mafiei americane - Joseph Valachi⁠(d), „soldato” și membru made man al mafiei - procesul televizat a expus pentru prima dată crima organizată. În cadrul audierilor, Valachi a devenit primul membru al mafiei americane care a recunoscut în mod public existența acesteia și a popularizat termenul cosa nostra. Procesul a expus și ierarhia mafiei, inclusiv existența celor cinci familii și a Comisiei.

## Dezvăluiri

Structura mafiei americane.

O mare parte din informațiile despre mafia americană la care avem acces azi au fost dezvăluite pentru prima dată în mărturia televizată a lui Joseph Valachi.
Valachi a dezvăluit că mafia era denumită Cosa Nostra de către membrii organizației și că termenul „mafie” era un termen utilizat de neinițiați. În acea perioadă, numele de Cosa Nostra era promovat de FBI și răspândit de mass-media. Denumirea a devenit populară și aproape a înlocuit termenul de „mafie”. Termenul era deseori menționat cu prefixul „la” (La Cosa Nostra) de către FBI sau de presă, deși este incorect în limba italiană.
Acesta a dezvăluit și modul de organizare al mafiei. Valachi a susținut că „soldații” sunt organizați în „regimuri” și conduși de un „caporegime” (locotenent). Regimurile, la rândul lor, sunt organizate în „familii” care sunt conduse de un „capo” și fiecare reprezintă o zonă geografică. Șefii familiilor alcătuiesc Comisia Cosa Nostra, un corp de guvernare unde se rezolvă problemele familiilor; acesta acționează asemenea unui consiliu de administrație.
În timp ce dezvăluia existența acestor sindicate și că erau denumite „familii”, Valachi a precizat și numele celor cinci familii din New York City. Conform declarațiilor acestuia, primii șefi ai celor cinci familii erau Charles Luciano, Tommaso Gagliano, Joseph Profaci, Salvatore Maranzano și Vincent Mangano. De asemenea, Valachi a dezvăluit că actualii șefi ai celor cinci familii erau Tommy Lucchese, Vito Genovese, Joseph Colombo, Carlo Gambino și Joe Bonanno. Din acel moment, acestea nume au devenit sinonime cu mafia newyorkeză în ciuda schimbărilor din conducerea lor în următorii ani.